# 中村英香
中村 英香（なかむら えいこ、1976年3月7日 - ）は日本のタレント。東京俳優生活協同組合所属。
静岡県出身。身長157cm。

## 略歴・人物
- 1998年、22歳の時に俳協特別研修生として入所。
- カンコンキンシアターには、西田たか子、富田真央と一緒にオーディションに合格し座員となり、2013年まで出演した。
- 高等学校社会科の教員免許を持っている。
- 2013年4月1日、放送作家の舘川範雄と入籍。

## 出演

### テレビ
- ほっと!HOT!ちば（千葉テレビ） - レポーター
- 神さまぁ〜ず（TBSテレビ） - ナレーション（レギュラー）、インタビュアー
- ひるたま（テレビ埼玉）
- ごごたま（テレビ埼玉）
- ○ごと×（静岡第一テレビ）
- Dのゲキジョー 〜運命のジャッジ〜（フジテレビ）

### テレビドラマ
- 働きマン（日本テレビ）
- 東京ラブ・シネマ（フジテレビ）
- ダンドリ。〜Dance☆Drill〜（フジテレビ）
- ザ・ほ〜む（テレビ東京）
- 玩具の神様（NHK-BS2、1999年）
- 絶対零度〜特殊犯罪潜入捜査〜（フジテレビ、2011年）
- 土曜ワイド劇場 私は代行屋! 事件推理請負人3（朝日放送）
- はぶらし/女友だち 最終話（2016年2月23日、NHK BSプレミアム） - 奈緒子 役
- ハケン占い師アタル 第1話 - 第8話（2019年1月17日 - 3月14日、テレビ朝日） - 社内アナウンス（声） / 上野の家政婦（顔出し） 役

### テレビアニメ
2017年
- キラキラ☆プリキュアアラモード（立神藍子）

### ラジオ
- 関根勤のカンコンキンラジオ（文化放送） - アシスタント
- 君のまなざし（FM-FUJI）

### Vシネマ
- 赤蜘蛛（2004年）

### DVD
- 関根勤『カマキリ伝説』1、2 （ポニーキャニオン）